# Кажыбаев, Ерасыл Жанарбекович
Ерасыл Жанарбекович Кажыбаев (род. 4 июля 1994) — казахстанский самбист и дзюдоист, призёр первенств Казахстана по дзюдо среди кадетов и молодёжи, победитель и призёр международных турниров по самбо и дзюдо, серебряный призёр командных соревнований по дзюдо летних Азиатских игр 2018 года в Джакарте, чемпион (2017) и бронзовый призёр (2016) чемпионатов Азии по самбо, серебряный призёр розыгрыша Кубка мира по самбо 2017 года, бронзовый призёр чемпионата мира по самбо 2016 года. Выступал в тяжёлой весовой категории (свыше 100 кг). Проживал в городе Семей.